# USS LST-366
O USS LST-366 foi um navio de guerra norte-americano da classe LST que operou durante a Segunda Guerra Mundial.